# Лебединцев, Станислав Владимирович
Станислав Владимирович Лебединцев (18 марта 1978, Ашхабад) — российский футболист, полузащитник.

## Биография
Воспитанник туркменского футбола. В 1995—1997 обучался в академии бельгийского «Андерлехта». В сезоне 1997/98 выступал в чемпионате Туркменистана за «Нису».
В 1998 году перешёл в ростовский СКА, который в том сезоне играл в первенстве КФК, стал чемпионом России среди любителей и лучшим бомбардиром команды с 32 голами. Затем в течение пяти сезонов выступал за армейцев во втором и первом дивизионах. Трижды занимал второе место в споре бомбардиров южной зоны второго дивизиона — в 1999 году (20 голов), 2000 году (26 голов) и 2001 году (26 голов), в этих же сезонах был лучшим бомбардиром своего клуба. В 2001 году стал победителем зонального турнира второго дивизиона. В 2002 году занял третье место в споре бомбардиров первого дивизиона c 15 голами, однако его команда заняла предпоследнее место и вылетела во второй дивизион.
В 2003—2004 годах пробовал силы в других российский командах — «Динамо СПб» и «Лада» (Тольятти), однако был не так результативен и долго в их составах не задержался. В 2004—2005 годах выступал на любительском уровне.
В ходе сезона 2005 года перешёл в казахстанский «Энергетик» (Павлодар), в его составе стал победителем первой лиги, забив в этом турнире 11 голов в 12 матчах. 8 апреля 2006 года дебютировал в чемпионате Казахстана в игре против «Тобола», выйдя на замену на 88-й минуте вместо Сергея Калюбина. 14 мая 2006 года забил свой единственный гол в высшей лиге, в ворота «Ордабасы». Всего в высшей лиге Казахстана выходил на поле в 24 матчах и забил 1 гол.
Вернувшись в Россию, выступал в любительских соревнованиях за «Нику» (Красный Сулин) и постепенно вернулся в основной состав ростовского СКА. В 2007 году сыграл один матч за армейцев, в последующих сезонах играл гораздо чаще. Сезон 2010 года провёл в «Локомотиве» (Лиски), затем до конца профессиональной карьеры в 2013 году снова выступал за СКА. Был капитаном команды.
Всего за ростовских армейцев сыграл в профессиональных первенствах России 257 матчей и забил 117 голов. С учётом игр на любительском уровне — 150 голов и не менее 284 матчей. Свой последний гол за команду забил 29 сентября 2014 года в первенстве ЛФЛ в ворота «Магас-ИнгГУ». Является лучшим бомбардиром в истории клуба.
В 2010-х годах играл на любительском уровне за ростовский «Электрон», а в 2016 году тренировал эту команду. Имеет тренерскую лицензию С.